# Балабану
Балабану (рум. Balabanu; ранее — Балабан или Балабаны) — село в Тараклийском районе Молдавии. Относится к сёлам, не образующим коммуну.

## История
Село известно с 1809 года. В советское время село носило название Балабан и входило в состав Новоселовского сельсовета Тараклийского района МССР.
В конце 1970-х — начале 1980-х годов в селе находилась центральная усадьба совхоза «Степной» и НПО полевых культур «Селекция». По данным 1979 года совхоз реализовывал продукцию на 1,2 млн руб, прибыль составила 94 тыс. руб. В 1980 году в совхозе насчитывалось 46 тракторов, 28 комбайнов и 25 грузовых автомобилей.
В 1980-х годах в селе была восьмилетняя школа, клуб с киноустановкой, библиотека, фельдшерско-акушерский пункт, детский сад, магазин, отделение связи, памятник жителям села, погибшим в Великой Отечественной войне.
В 1971 году Днестровская археологическая экспедиция Института истории Академии наук Молдавской ССР проводила вблизи села раскопки скифских курганов.

## География
Село расположено в центральной части Тараклийского района на перекрёстке дорог Кишинёв—Болград и Кагул—Тараклия. Расстояние до районного центра, города Тараклия составляет 11 км.
Село находится на высоте 72 метров над уровнем моря. В 700 метрах от восточной окраины села находится Тараклийское водохранилище, построенное в русле реки Ялпуг.

## Население
По данным переписи населения 2004 года, в селе Балабану проживает 959 человек (489 мужчин, 470 женщин).
Этнический состав села:
| Национальность | Число жителей | Процентный состав |
| -------------- | ------------- | ----------------- |
| молдаване      | 534           | 55.68             |
| болгары        | 244           | 25.44             |
| гагаузы        | 116           | 12.1              |
| русские        | 39            | 4.07              |
| украинцы       | 15            | 1.56              |
| цыгане         | 4             | 0.42              |
| прочие         | 7             | 0.73              |
| Всего          | 959           | 100%              |